# Juraj Either
Juraj Either (u spisima također: Eyther, Ajther, itd.) (rođen 1786., umro u Zagrebu, 20. studenog 1847.), zagrebački graditelj.
Bio je podrijetlom iz Moravske. Rad je započeo zajedno s graditeljem Ivanom Eitherom, s kojim je bio rodbinski povezan, a nakon njegove smrti 1822., preuzeo je i njegove poslove. Radio je nacrte i vodio građevinske poslove. Navodno je kupio kapelu sv. Ivana ispred Mesničkih vrata koju je uredio za svoju kuću. Oko 1817. za zagrebačkog biskupa Maksimilijana Vrhovca radio je na obnovi dvorca Stubički Golubovec, gdje je sljedećih godina sagradio i majur. 
Projektirao je župni dvor u Donjoj Stubici (1820.) i kaptolsku kuriju u Sesvetskom Kraljevcu (1826.), te sudjelovao u natječaju za zgradu Velikog Kaptola u Sisku. Bio je gradski prisjednik i aktivni član graditeljskog ceha u Zagrebu. Zbog jednostavnosti njegove arhitekture, nastale u doba klasicizma, stil Jurja Eithera naziva se tradicionalni funkcionalizam prve polovice 19. stoljeća.